# Actinobole
Genre
Classification phylogénétique
Actinobole est un genre de plantes à fleurs de la famille des Astéracées (ou Composées). 
Les espèces, endémiques en Australie, sont les suivantes :
- Actinobole condensatum (A.Gray) P.S.Short
- Actinobole drummondianum P.S.Short
- Actinobole oldfieldianum P.S.Short
- Actinobole uliginosum (A.Gray) H.Eichler